# آستین مونتگو
آستین مونتگو (Austin Montego) خودرویی است که در سال‌های ۱۹۸۴ تا ۸۵ (Austin Montego)1985–91 (MG Montego)تولید شده‌است. طراحی آن خودروهای موتور جلو-محور جلو بوده طول آن در حالت طبیعی ۴٬۴۶۸ میلیمتر (۱۷۵٫۹ اینچ)، عرض آن در حالت طبیعی ۱٬۷۰۹ میلیمتر (۶۷٫۳ اینچ) و ارتفاع آن در حالت طبیعی ۱٬۴۲۰ میلیمتر (۵۶ اینچ) است.